# アンナ・トモワ＝シントウ
アンナ・トモワ＝シントウ（Anna Tomowa-Sintow, ブルガリア語：Анна Томова-Синтова, 1941年9月22日 - ）は、ブルガリア出身のソプラノ歌手である。 

## 略歴
ブルガリアのスタラ・ザゴラで生まれる。6歳の頃からピアノを始め、ソフィアの国立音楽学校で声楽とピアノを学ぶ。1957年、16歳の時に全国声楽コンクールで優勝。1965年にスタラ・ザゴラ劇場でチャイコフスキーのオペラ『エフゲニー・オネーギン』のタチアーナを歌ってデビューを果たす。
1967年にライプツィヒ歌劇場に出演し、同歌劇場に所属する。1969年にベルリン国立歌劇場でプッチーニの『蝶々夫人』を歌ってデビュー。1970年にソフィア国際コンクールで第2位、1971年にリオデジャネイロ国際声楽コンクールで1位を獲得する。1972年にベルリン国立歌劇場のメンバーとなって活躍、モーツァルト、R.シュトラウス、ワーグナーなどのオペラのレパートリーを広げていった。また同時にソフィア国立歌劇場を中心に活動した。
1973年のザルツブルク音楽祭で、カール・オルフの『時の終わりの劇』の世界初演の際に、ヘルベルト・フォン・カラヤンから抜擢され、世界初演に出演して大きな注目を集める。以降国際的な活動を開始し、名声を得る。
初来日は1973年。同年6月27日 28日にNHKホールのこけら落とし公演でNHK交響楽団指揮ウォルフガング・サヴァリッシュと共演し、2005年に再び共演している。

## その他
- カラヤンに見出されて以降、声楽曲のレコーディングでは常に選ばれている。またザルツブルク音楽祭でたびたび共演している。
- ジェームズ・レヴァインとウィーン・フィルハーモニー管弦楽団と共演したリヒャルト・シュトラウスの『ナクソス島のアリアドネ』はベスト・オペラとして1988年にグラミー賞を受賞している。
- 4歳の時『蝶々夫人』の子役として初の舞台を飾っている。

## 参考資料
- リヒャルト・シュトラウス:『ばらの騎士』全曲のライナーノーツ（カラヤン指揮,ドイツ・グラモフォン）
- モーツァルト:『ドン・ジョヴァンニ』全曲のライナーノーツ（カラヤン指揮,ドイツ・グラモフォン）
- モーツァルト:『フィガロの結婚』全曲のライナーノーツ（カラヤン指揮,デッカ）